# Monte Paarnaliarsuup

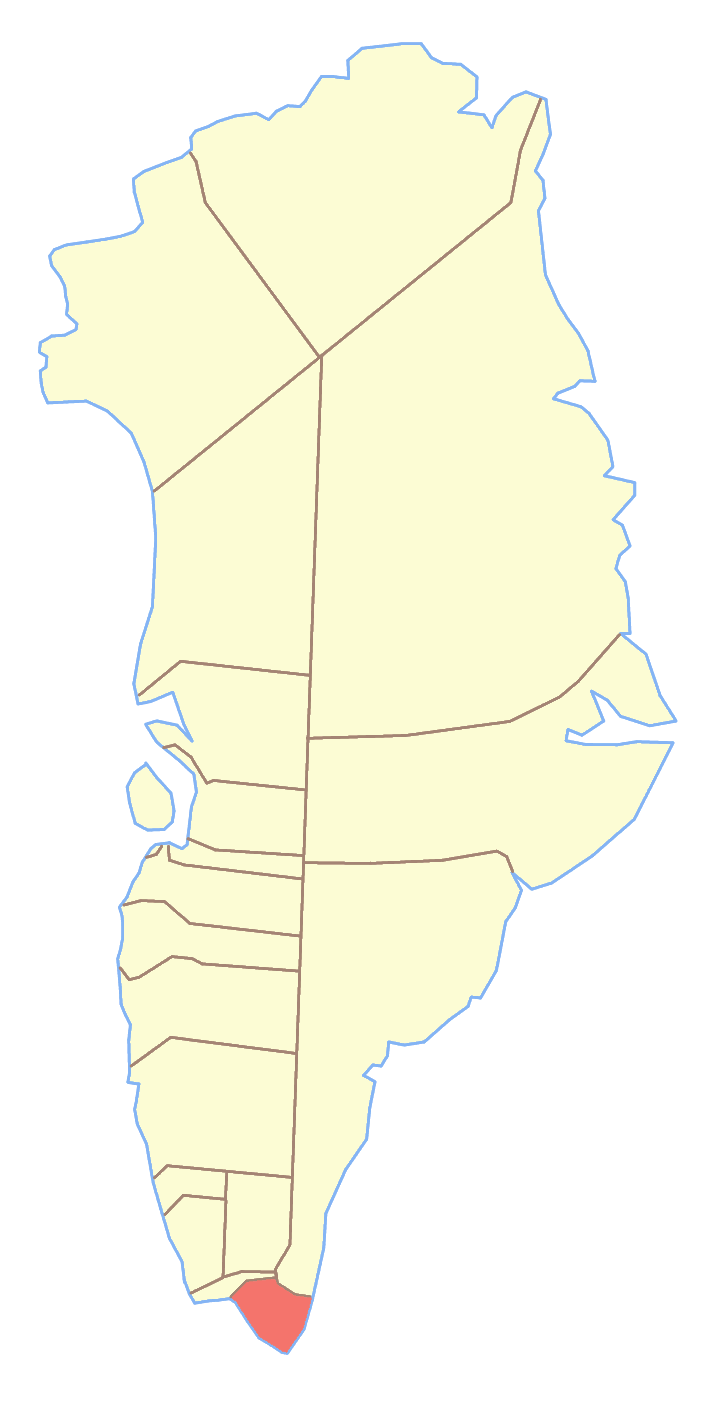
Ex comune di Nanortalik, dove si trovava il Monte Paarnaliarsuup

Il monte Paarnaliarsuup (groenlandese: Paarnaliarsuup Qaqqaa) è una montagna della Groenlandia di 1101 m. Si trova a 60°18'N 44°52'O; appartiene al comune di Kujalleq.